# أحلام شبلي
أحلام شبلي (بالعبرية: אחלאם שיבלי‏) هي مصورة فلسطينية ولدت عام 1970،، وتناقش أعمالها مواضيع الوطن والانتماء وتوثق حياة الفلسطينيين في القرى الغير معترف بها من الاحتلال الإسرائيلي في مناطق النقب وشمال الجليل.

## السيرة الذاتية
ولدت أحلام شبلي في فلسطين، ولقد حمل الكتالوج المصور لمعرضها في إيطاليا أنها تُعرف نفسها على أساس أنها «فلسطينية من إسرائيل» وفي معرضها «جوتر» في متحف تل أبيب، وافق المعرض على أن يقدم أحلام شبلي على أنها «فلسطينية من إسرائيل» في الإشعار الشهري للمعرض، ولكنه رفض تضمين هذا الوصف في كتالوج المعرض. وجرت العادة أن يميل المشهد الفني في إسرائيل على أن يطمس هوية الفنانين الفلسطينيين تحت مسمى «عرب إسرائيل»، ولهذا فهي قد بدأت أن تشمل فلسطين بشكل أو بأخر ولكن بحدود معينة.

## عملها الفني
وتعتبر بيئتها الفنية هو التصوير الفوتوغرافي، وتناقش أعمالها الحياة التي توصفها شلبي على أنها «شعبها»، الفلسطينيون.
ويصف أدريان سيرل صورها الفوتغرافية بأنها«غير حساسة وغير درامية...وهي محفزة للغاية.» وفي عام 2005، قامت أحلام بتصوير مجموعة من الجنود العرب الإسرائيليين، الذين يتطوعوا للخدمة العسكرية في وحدة تعقب قوات الدفاع الإسرائيلية. كما قامت بتصوير مثلية الجنس ومثلي الجنس وثنائي الجنس والمتحولين جنسيا في لندن وزيورخ وبرشلونة وتل أبيب ومقدمي الرعاية الأجانب وكبار السن في برشلونة والأطفال في ملاجئ الأيتام في بولندا.

وقد تم اختيار أحلام كأول فنانة مقيمة في مدينة عكا وذلك في البرنامج الذي ترعاه تلك المدينة بالتعاون مع وزارة الثقافة والرياضة الإسرائيلية، وتم عرض عملها «الحواس الخمسة» في عام 2002 في مهرجان عكا للمسرح البديل الإسرائيلي، كما شاركت في ديكومنتا 12 في 2008.

## الجوائز
في عام 2003، فازت أحلام بجائزة ناثان جوتزدينير للفن في إسرائيل.

## أعمالها

### المعارض الفردية
وتعتبر صور أحلام هي برهان معقد للواقع على غياب وحضور الوطن، وباستخدام الإجراءات الوثائقية؛ طورت أحلام شلبي كيان من الأعمال يتجنب الموضوعية المرتبطة بالتصوير الصحفي، وبدلا من الدليل البصري تضمنت أعمالها التصويرية المشاركة التخاطبية مع المواضيع، وكل سلسلة تتضمن المعرفة المحصًلة من الاتصال التجريبي مع الاستعمار والصراع، في حين تتجنب وسائل الإعلام نشر تلك الدراما والذروة.
وسلسلة مثل جوتر في عام 2002 وعرب الصبيح في 2007 والوادي في 2007\2008 يتم وصفهم بالشخصية الطبوغرافية، ومشاهدات أحلام شلبي للمناظر الطبيعية والمدن والمستوطنات غير المستقرة الداخلية والخارجية وأيضا المقابر تعرض تراكم العلامات والتي تكشف آثار الحكم الإسرائيلي على فلسطين، ومن الأمثلة البارزة على هذا السرد المعقد هم المطاردين (2005)، وسلسلة من الصور المعنية بالشباب الفلسطينيين الذين قرروا الالتحاق بالجيش الإسرائيلي، وبعبارة الفنان الخاص؛ يحقق المشروع في الثمن المدفوع من الأقلية المستِعمرة لأغلبية المستعَمرين حتى يتم قبولهم وتغيير هويتهم والبقاء على قيد الحياة أو ربما كل هذا أو أكثر من ذلك.
والمزيد من أعمالها الحديثة مثل الصدمات (20089) واجهت الطبيعة الغامضة من الاستعمار والاحتلال والبحث المستمر عن معاني الوطن، بدءا من إحياء ذكرى المجزرة البشعة في تول والتي وقعت في 9 يوليو عام 1944، وتعكس أحلام شبلي التناقض بين مقاومة السكان للاحتلال الألماني وبين الصعود بعد سنوات قليلة إلى الحرب الاستعمارية في الهند الصينية والجزائر، وسلسلة مثل هذه أو الأخرى المخصصة للحياة اليومية في دور الأيتام البولندية دوم دزيكا، عندما تكون بعيدا يجوع المنزل (2008)، أو المثليين الشرقيين (2006)، والتي وثقت فيها أحلام حياة المتحولين جنسيا والتي تمد لها طريق العمل وراء القضية الفلسطينية.

في سلسلة الموت (20112)؛ وهو العمل المحوري في هذا المعرض، حيث تناقش أحلام شبلي بعض من الطرق التي بها يكون الغائبون حاضرين مجددا-«إعادة عرض»: المقاتلون الفلسطينيون الذين سقطوا في دورة المقاومة المسلحة ضد الاجتياح الإسرائيلي، ضحايا الجيش الإسرائيلي الذين سقطوا تحت ظروف مختلفة (شهداء)، والرجال والنساء الذين فجروا أنفسهم ليغتالوا الإسرائيليين (استشهاديين)، أو السجناء والذين هم على مستوى المصطلحات العالمية يعتبروا ليسوا شهداء.

والنماذج المتعددة من الشهداء هي المحفز البصري الذي يسمح لأحلام أن تكشف كيف أن المجتمع الفلسطيني يشكل المجال العام والمحلي حول هذه الشخصيات الغائبة وحول موتهم، وكثيرا ما تختزل في استنساخات مميزة والتي تدمر الوجوه والأجساد بأسم سياسة الهوية الوطنية والانتشار القهري للنصب التذكارية والتي تحمل الشهادة على الطبيعة الغير حقيقية للوطن.

## 2007
جوتر والملاحقون ودندي للفنون المعاصرة، ودندي

## 2006
المتتبعون ومعرض ماكس ويجرام في لندن، ومتحف هيرزليا للفنون المعاصرة، هيرزليا وكونستهالي بازل، بازل.

## 2003
الوقت الضائع: غير المعترف بها، الصورة الذاتية، جوتر، معرض أيكون، برنغنهام (القط.)<

جوتر، معرض تل أبيب، تل أبيب (القط).

## 2002
تحديد الموقع، معرض هاجر للفن، يافا (القط).

غير المعترف به، معرض الكهف، بيت لحم.

الحواس الخمسة، مهرجان عكا للمسرح الإسرائيلي البديل، عكا.

## 2000
غير المعترف به، مركز المطل الثقافي، رام الله، مؤسسة هاينريش بول، تل أبيب (القط).

## 1999
وادي الصليب في تسعة مجلدات، المركز الثقافي الفرنسي، رام الله، مؤسسة هاينريش بول، تل أبيب (القط).